# Mamanais

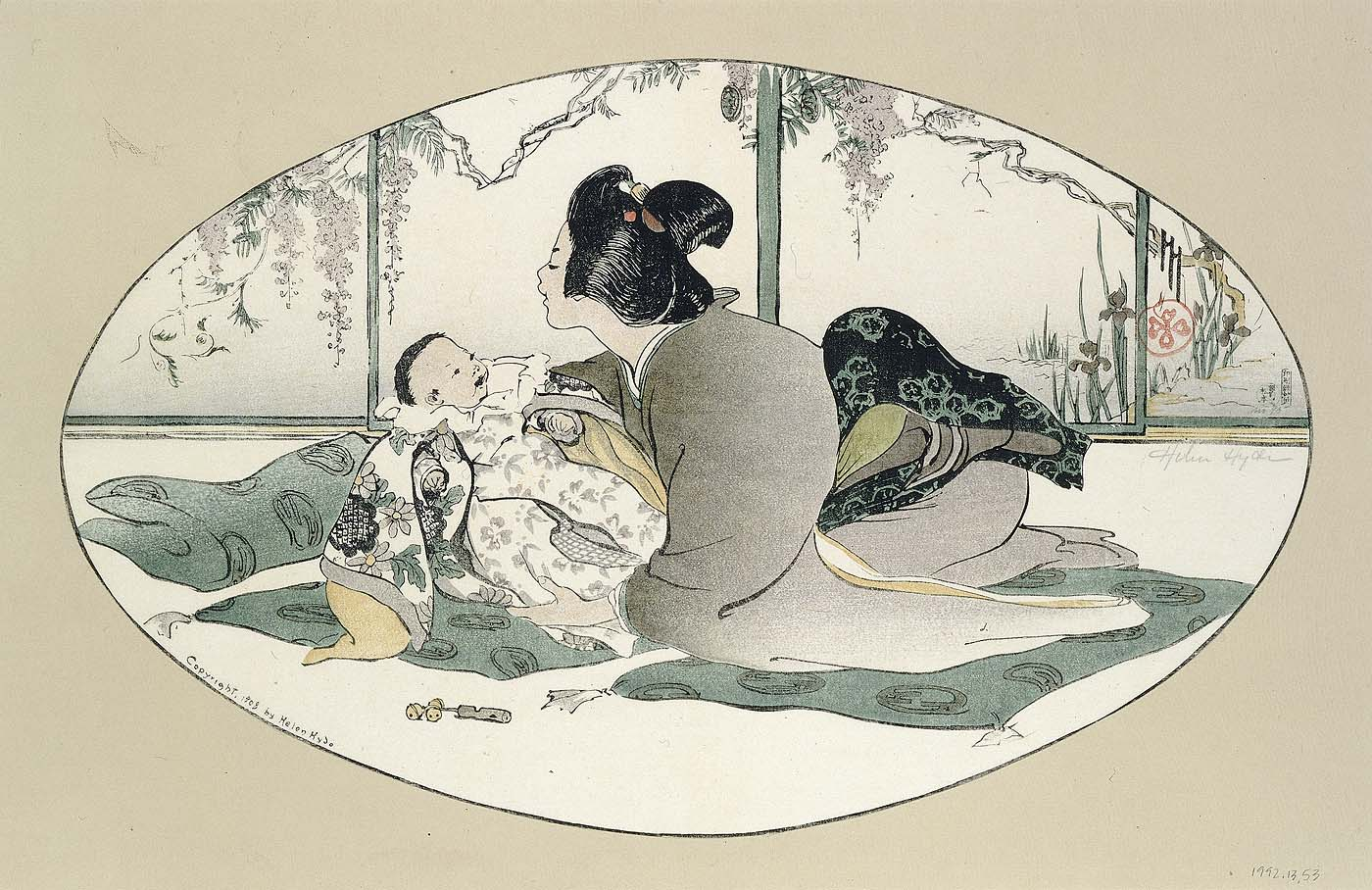
Baby talk, réalisé par Helen Hyde en 1908.

Le mamanais, appelé aussi parentais, discours adressé à l'enfant, discours orienté bébé ou langage bébé, désigne la manière qu'ont les parents de s'adresser à leur nourrisson. Elle se caractérise par l'usage d'une voix inhabituellement haute et par la répétition des sonorités incluant l'augmentation des diphtongues et une augmentation de l'espace vocalique. Le mamanais est parfois caractérisé comme un mode d'échange possédant une certaine musicalité. Globalement le débit du parent émetteur est ralenti et sa prosodie est inhabituelle. Ces éléments suprasegmentaux ont un effet sur la prononciation. En général, le bébé répond par des sons « euh » successifs.
Le mamanais est observable dans presque toutes les cultures.
Le terme de mamanais est progressivement remplacé, en français, par celui de parentais, dans un souci d'inclusion et en imitation de l'anglais (ou les termes parentese et infant-directed speech sont préférés à motherese). En effet, les pères comme les mères sont susceptibles de produire ce type de parole.

## Fonctions
La fonction du parentais dans la communication ou dans l’acquisition du langage fait l’objet de nombreuses études, dont les résultats diffèrent parfois. Toutefois, il semblerait que les modifications dans la prononciation sont réalisées dans le but de faciliter la communication et non l’apprentissage, c'est pourquoi la syntaxe est plus simple et les phrases plus courtes. Ainsi, la fonction communicative primerait sur la fonction didactique. McMurray et al. ont par exemple démontré que le parentais impliquait une modification des voyelles et des consonnes, mais que cette modification n’était pas volontaire et à but didactique. Effectivement, après avoir récolté les données de 18 parents, les chercheurs se sont rendu compte, d’une part, que le rythme plus lent du parentais avait des effets sur la réalisation des voyelles et des consonnes (plus le rythme est lent, plus la bouche est ouverte, ce qui change la position de la langue et la production des sons), d’autre part, que sa prosodie plus variée permettait surtout de retenir l’attention des enfants. Benders, qui s’est penchée sur l’aspect affectif du parentais, est parvenue à la même conclusion. Les données de 18 parents ont montré que le sourire, signe d’émotions positives couramment présent lorsqu’on s’adresse aux jeunes enfants, modifie les voyelles et les fricatives parce qu’il implique une bouche plus ouverte, des lèvres plus arrondies et des cordes vocales plus tendues. Ainsi, les parents ne modifient pas la réalisation de ces sons dans le but d’aider l’enfant à apprendre la langue mais uniquement pour rendre leur discours plus agréable, manifester des émotions positives et ainsi attirer l’attention de l’enfant.
Toutefois, bien que la fonction didactique du parentais ne soit pas intentionnelle, elle découle logiquement de sa fonction dans la communication. En effet, une plus grande attention portée au langage engendre la facilitation de son acquisition. Trainor et al. ont par exemple constaté que les enfants distinguent plus facilement deux voyelles quasi identiques quand celles-ci sont prononcées avec une fréquence basse et avec des contours intonatifs descendants. Ainsi, alors que la voix aiguë du parentais entrave l’apprentissage des voyelles, son intonation le facilite. L’utilisation du parentais malgré les difficultés d’apprentissage qu’il peut engendrer soulève toutefois à nouveau l’importance de la fonction de communication par rapport à la fonction didactique. Outre une meilleure distinction des voyelles, le parentais joue un rôle dans des tâches linguistiques plus complexes, telles que la mémorisation du lexique. 24 heures après avoir familiarisé les participants, âgés de sept mois et demi, à différents mots, certains en parentais, d’autres en langage “normal”, des chercheurs leur ont fait écouter des phrases, à nouveau soit en parentais, soit en langage “normal” et comportant ou non les mots de la veille. Ils ont constaté que les mots familiarisés en parentais retenaient l’attention des participants plus longtemps même si ces mots étaient, le second jour, joués en langage “normal”. Au contraire, les mots familiarisés en langage “normal” ne suscitaient pas plus d’intérêt que les mots inconnus. Cette étude démontre donc que le parentais, contrairement au langage “normal”, facilite la mémorisation des mots.

## Détection de l'autisme
Une étude (2013) menée par Catherine Saint-Georges tente de démontrer un lien entre faiblesse ou absence de synchronie lors de l'utilisation du mamanais dans la petite enfance et présence de traits autistiques chez l'enfant.